# Entertainment Software Rating Board
Entertainment Software Rating Board (ESRB) é a organização que analisa, decide e coloca as classificações etárias indicativas para jogos eletrônicos comercializados na América do Norte. Além de classificação de jogos, a organização também impõe regras para publicidade e de privacidade online no mercado dos jogos eletrônicos. Foi fundada em 1994 pela Entertainment Software Association (Associação dos Programas de Entretenimento). No início de 2003, já tinha classificado mais de quatro mil títulos mandados por mais de 350 publicadores de jogos. A organização pode também promover restrição de mídia.

## Visão geral
O ESRB aplica classificações aos jogos pelo seu conteúdo, similar aos sistemas de classificação de filmes como o MPAA usado nos EUA e em muitos países. Sua meta é ajudar os consumidores em determinar o conteúdo de um jogo e para quem ele é intencionado. A classificação do jogo é exibida na sua caixa, em anúncios e nos sites dos jogos.
A classificação tem duas partes: símbolos classificatórios e descritores de conteúdo. Os símbolos classificatórios são encontrados no lado da frente da caixa, no lado inferior esquerdo ou direito. Eles sugerem para que grupo de idade o jogo melhor se enquadra. Os descritores de conteúdo são encontrados na parte de trás da caixa, na parte inferior esquerda ou direita. Eles descrevem elementos particulares do conteúdo que podem chamar atenção ou preocupar.
Apesar da ESRB classificar jogos para os Estados Unidos, México e Canadá, a maioria dos seus selos são em sua maior parte encontrados em língua inglesa e algumas vezes acompanhados com francês.

## Processo de classificação
Para obter uma classificação, o publicador do jogo manda para o ESRB vídeos dos conteúdos mais extremos do jogo. O publicador também preenche um detalhado questionário descrevendo o conteúdo do jogo. Três classificadores treinados, trabalhando independentemente, assistem os vídeos e recomendam uma classificação. Se todos os classificadores concordarem na sua classificação, descritores de conteúdo são adicionados e o ESRB notifica o publicador de sua decisão.
Quando o jogo está pronto para o lançamento, o publicador manda cópias da versão final do jogo para o ESRB. A embalagem do jogo é revisada e os experts do ESRB jogam o jogo para ter certeza de que toda a informação fornecida durante o processo de classificação estava completa e representava realmente o que estava no jogo. As identidades dos classificadores do ESRB são mantidas em sigilo. Os classificadores não têm ligações à indústria de jogos de computador ou vídeogame.

## Classificação
| Selo | Nome            | Classificação ESRB             | Descrição | Equivalente a Classificação Indicativa Brasileira.              |
| ---- | --------------- | ------------------------------ | --- | --------------------------------------------------------------- |
|      | Rating Pending  | Em Análise                     | O produto está em análise para uma classificação final. O símbolo aparece prioritariamente em versões não finais de jogos. | —                                                               |
|      | Early Childhood | Até 3 anos (depreciada)        | Contém conteúdo considerado próprio para crianças até 3 anos. Jogos nesta categoria não contêm qualquer material impróprio. Esses jogos são especificamente destinados a crianças e jovens e geralmente de natureza educativa. | Livre.                                                          |
|      | Everyone        | Maiores de 6 anos ou livre     | Contém conteúdo considerado impróprio para menores de 6 anos, antigamente, mas agora a classificação é representada livre para todas as idades. Títulos nesta categoria podem conter violência animada ou fantasiosa. Alguns exemplos são: Sonic Generations, Super Mario Galaxy 2, LittleBigPlanet e Pro Evolution Soccer 2011. | Livre.                                                          |
|      | Everyone 10+    | Maiores de 10 anos             | Contém conteúdo considerado impróprio para menores de 10 anos. Títulos nesta categoria podem conter violência animada ou fantasiosa moderada, linguagem depreciativa, armas com violência, ossadas ou esqueletos com resquícios de violência e/ou mínimos temas sugestivos. Alguns exemplos são: Pac-Man Party, LEGO Dimensions, The Legend of Zelda: Spirit Tracks, Minecraft e Midnight Club 3: DUB Edition.                                                  | Equivalente a Classificação Indicativa 10 anos.                 |
|      | Teen            | Maiores de 13 anos             | Contém conteúdo considerado impróprio para menores de 13 anos. Títulos nessa categoria podem conter violência como por exemplo: agressão física, luta, sangue, procedimentos médicos, jogos de azar simulado, conteúdos com temas sexuais leve como insinuação sexual, nudez velada, consumo de álcool e/ou cigarro e/ou uso de linguagem chula. Um exemplo de jogo nesta categoria é a série The Sims, Street Fighter, Uncharted 2: Among Thieves e Injustice. | Equivalente a Classificações Indicativas: 12 anos e/ou 14 anos. |
|      | Mature 17+      | Maiores de 17 anos             | Contém conteúdo considerado impróprio para menores de 17 anos. Títulos com essa classificação contêm violência mais intensa com muito sangue e/ou que apresenta tortura, mutilação, suicídio, consumo de drogas ilícitas, conteúdos e temas sexuais fortes, nudez e/ou linguagens eróticas ou de conteúdo sexual. Alguns exemplos são a série Grand Theft Auto, Call of Duty, Metel Horror Escape, God of War, Conker's Bad Fur Day.                            | Equivalente a Classificações Indicativas: 16 anos e/ou 18 anos. |
|      | Adults only 18+ | Maiores de 18 anos             | Contém conteúdo considerado impróprio para menores de 18 anos. Colocada em jogos adultos que contêm representações de sexo explícito, jogos de azar com dinheiro real, apologia ao uso de drogas ilícitas e/ou à violência, violência extrema ou intensa prolongada incluindo sangue, tortura, mutilação e suicídio. Alguns jogos com essa classificação é o jogo Seduce Me, Mortal Kombat, Mortal Kombat X, Manhunt 2 (PC) e Hatred.                           | Equivalente a Classificação Indicativa 18 anos.                 |
|      | Kids to Adults  | Maiores de 6 anos (depreciada) | Contém conteúdo destinado a crianças maiores de 6 anos podendo agradar pessoas com mais idade. Títulos nessa categoria podem conter pouca violência e alguma linguagem forte. Foi trocada pela Everyone (todas as idades) no começo de 1998. | Livre.                                                          |

## Descritores de conteúdo
Os descritores de conteúdo aparecem na parte de trás da caixa do jogo e também em anúncios impressos e sites/sítos dos jogos. O ESRB tem mais de vinte descritores de conteúdo, como Referência a Álcool, Violência e Nudez. Todos os seus descritores estão listados em seu site/sítio. Abaixo, os descritores de conteúdo utilizados na classificação:
Alcohol Reference (Referências ao álcool): Referências, imagens ou uso de bebidas alcoólicas.
Animated Blood (Sangue animado): Representações pouco coloridas ou pouco realistas de sangue.
Blood (Sangue): Representações de sangue com realismo.
Blood and Gore (Sanguinolência): Representações de sangue realista e/ou mutilação de partes do corpo. Pode incluir cenas de horror, tentativas de açougue, brigas mais detalhadas e/ou conteúdo sangrento, pode também ocorrer assassinatos, torturas e/ou suicídios com muito sangue.
Cartoon Violence (Cenas de desenhos animados violentos): Cenas de violência envolvendo personagens animados.
Comic Mischief (Travessura em desenhos animados): Humor sugestivo ou levemente inadequado.
Crude Humor (Humor grosseiro): Humor rude e/ou vulgar, envolvendo temas inadequados.
Drug Reference (Referências aos medicamentos): Referências ou imagens de drogas ilícitas.
Edutainment: Conteúdo para auxiliar a aprendizagem ou desenvolver habilidades.
Fantasy Violence (Fantasia violenta): Cenas de violência com conteúdo "fantasia" envolvendo humanos ou não-humanos mas facilmente distinguíveis de situações da vida real.
Informational: Contém conteúdo informativo, incluindo dados, fatos reais e/ou informações de recursos.
Intense Violence (Violência intensa): Conteúdo altamente violento, possivelmente incluindo sangue realista, tortura, mutilação, suicídio, representação de morte, luta e/ou lesões corporais.
Language (Linguagem): Profanação ligeiramente moderada.
Mature Humor (Humor adulto): Humor recomendado APENAS aos adultos, porque pode conter apelo sexual e/ou temas inadequados para crianças e jovens.
Lyrics (Letras nas músicas): Músicas com algumas referências de conteúdos inadequados e/ou ilícitos.
Nudity (Nudez): Cenas realistas ou prolongadas de nudez.
Partial Nudity (Nudez parcial): Cenas breves ou parciais de nudez.
Real Gambling (Apostas com dinheiro ou moeda reais): Conteúdo envolve jogos de azar, incluindo apostas em dinheiro e jogos em cassinos.
Sexual Content (Conteúdos numa natureza sexual): Conteúdo levemente sexual ou com apelos sexuais, mas não explícito.
Sexual Themes (Temas sexuais): Envolve temas sexuais ou referências a sexo ou sexualidade.
Sexual Violence (Violência sexual): Conteúdo com cenas de violência sexual ou violência envolvendo temas relacionados a sexo.
Simulated Gambling (Simulações de jogos de apostas): Envolve jogos de azar e cassinos, mas o jogador não envolve dinheiro real ou pode escolher em não apostar.
Some Adult Assistance May Be Needed: Jogos destinados a crianças muito jovens mas que necessitam de assistência de um adulto para instruir o jogador.
Strong Language (Linguagem grosseira): Contém linguagem inadequada, profanação e/ou palavras de baixo calão.
Strong Lyrics (Letras nas músicas grosseiras): Músicas com muitas referências a conteúdos inadequados, possivelmente incluindo: Drogas, profanação, palavras de baixo calão e/ou temas sugestivos.
Strong Sexual Content (Conteúdos sexuais fortes): Constante e/ou explícito comportamento sexual podendo incluir nudez.
Suggestive Themes (Temas sugestivos): Contém/trata temas ou materiais levemente provocantes.
Tobacco Reference (Referências ao tabaco): Referências e/o imagens de produtos de tabaco.
Use of Drugs (Drogas): Consumo/uso de drogas ilegais.
Use of Alcohol (Álcool): Consumo de bebidas alcoólicas.
Use of Tobacco (Uso do tabaco): Consumo de produtos de tabaco.
Violence (Violência): Conteúdo agressivo e/ou violento. Pode incluir cenas de provocação, luta e/ou atos violentos.
Violent References (Referências violentas): O conteúdo inclui alusões agressivas, possivelmente incluindo: referência a sangramentos, brigas em uma série de imagens imóveis e/ou algumas representações de brutalidade.